# 1302
- Wikisource

| Calendário gregoriano                                                        | 1302 MCCCII                                          |
| Ab urbe condita                                                              | 2055                                                 |
| Calendário arménio                                                           | 751 – 752                                            |
| Calendário bahá'í                                                            | -542 – -541                                          |
| Calendário budista                                                           | 1846                                                 |
| Calendário chinês                                                            | 3998 – 3999 Início a 29 de janeiro (aproximadamente) |
| Calendário copta                                                             | 1018 – 1019                                          |
| Calendário etíope                                                            | 1294 – 1295                                          |
| Calendários hindus - Vikram Samvat - Calendário nacional indiano - Cáli Iuga | 1357 – 1358 1223 – 1224 4402 – 4403                  |
| Calendário Holoceno                                                          | 11302                                                |
| Calendário islâmico                                                          | 701 – 702                                            |
| Calendário judaico                                                           | 5062 – 5063                                          |
| Calendário persa                                                             | 680 – 681                                            |
| Calendário rúnico                                                            | 1552                                                 |
| Calendário solar tailandês                                                   | 1845                                                 |

1302 (MCCCII, na numeração romana)  foi um ano comum do Calendário Juliano, da Era de Cristo, e a sua letra dominical foi G (52 semanas), teve início numa segunda-feira e terminou também numa segunda-feira.
| Ano completo                         |
| ------------------------------------ |
| Ano comum com início à segunda-feira |

## Eventos
- 26 de setembro — Os templários perdem a ilha de Ruad que se torna assim o último reduto dos cruzados na Terra Santa.
- 18 de novembro — o Papa Bonifácio VIII promulga a bula pontifícia Unam Sanctam, durante a disputa com Filipe IV, o Belo, Rei da França, sobre o primado papal.
- A partir do ano 1302, o rei de França passa a convocar os líderes de cada estado nos Estados Gerais.
- Maomé III sucede ao seu pai Maomé II como terceiro sultão do Reino Nacérida de Granada.

## Mortes
- 7 de abril — Maomé II, segundo sultão do Reino Nacérida de Granada (n. 1235)
- 2 de maio  — Branca de Artois, Rainha de Navarra, como consorte de Henrique I de Navarra, e depois esposa do conde Edmundo de Lencastre.  (m. 1248).
- 11 de julho — Godofredo de Brabante, foi Senhor de Aarschot e de Vierzon.
- 31 de dezembro — Frederico III da Lorena n. 1238, duque da Lorena.
- 21 de dezembro — João II de Harcourt n. 1240, foi Senhor de Harcourt e barão de Elbeuf, visconde de Châtellerault e de Saint-Sauveur[desambiguação necessária] e Marechal de França.
- Valdemar I da Suécia (n. 1243)
- Cimabue, pintor florentino e criador de mosaicos. (n. 1240)